# Hygrochroa heptaloba
Hygrochroa heptaloba är en fjärilsart som beskrevs av Druce 1887. Hygrochroa heptaloba ingår i släktet Hygrochroa och familjen silkesspinnare. Inga underarter finns listade i Catalogue of Life.